# Квазано (Бари)
Квазано (итал. Quasano) је насеље у Италији у округу Бари, региону Апулија.
Према процени из 2011. у насељу је живело 305 становника. Насеље се налази на надморској висини од 357 м.